# 大林電廠更新改建計畫

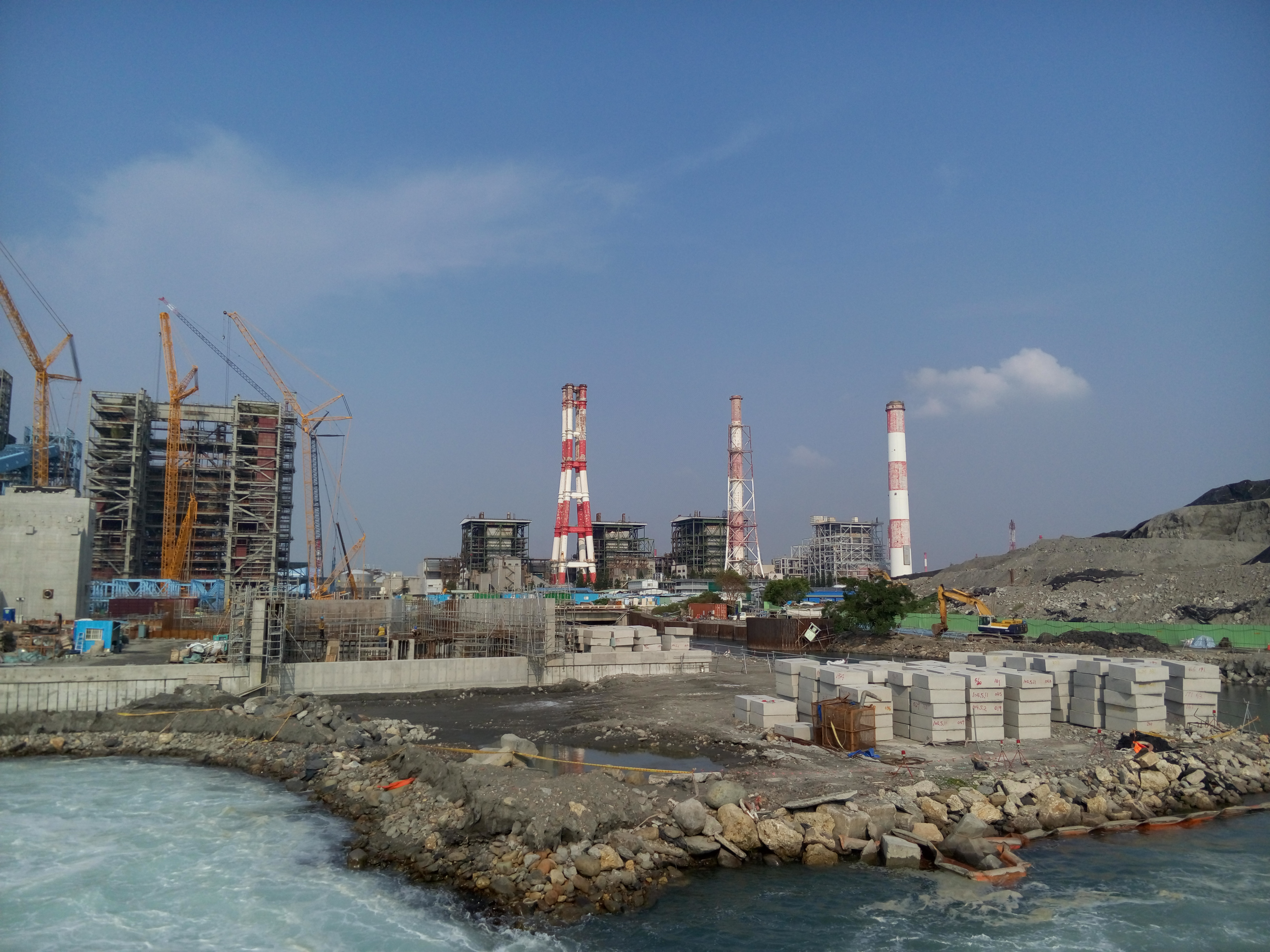
大林發電廠廠區，圖中遠方由左至右為3號至6號機，圖中左方即為施工中新機組

大林電廠更新改建計畫為台灣電力公司針對臺灣高雄市小港區火力發電廠，大林發電廠的發電機組汰除與新建工程計畫。

## 計畫內容

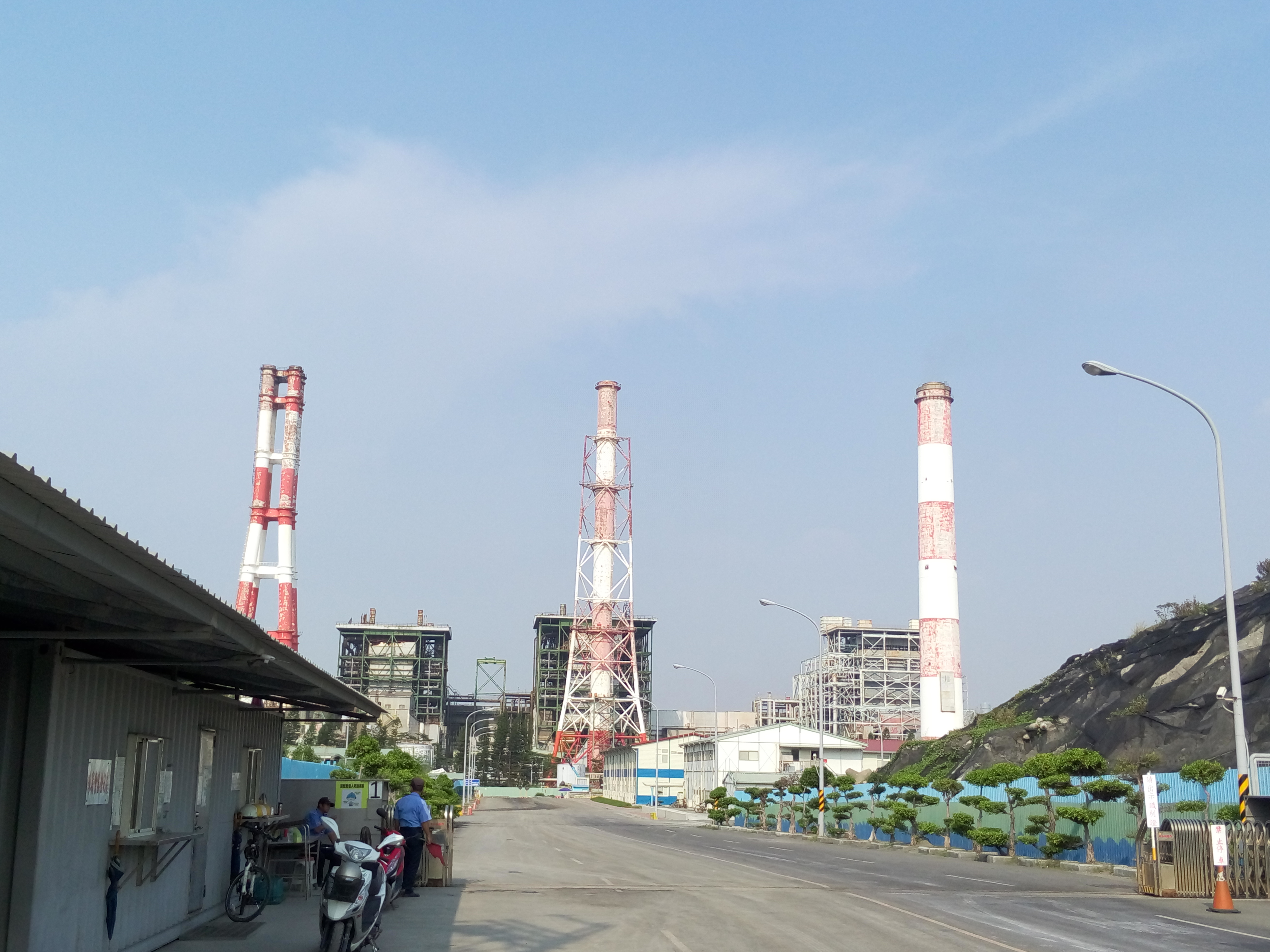
大林發電廠臨時入口，因改建工程，原電廠大門已拆除，圖中由左至右方形構造物為4號機至6號機

由於台灣電力公司評估，自2014年到2025年之間，公司旗下的發電機組預計退役總裝置容量高達1,187.9MW，為滿足規劃期間電力成長需求，並且未補足既有發電機組退役後所造成的電源缺口以及維持15%之備用容量率。
台電公司計算，扣除已奉准施工中的發電計畫676.2MW，與規劃中的發電計畫470.7MW，以及民營發電廠590.0MW等合計之新增裝置容量1,736.9MW。台電公司認為仍必須規劃新電源因應未來供電需求。再加上台電公司配合行政院所推動的高雄港整體規劃，因此藉此來進行包含大林發電廠在內的林口發電廠與通霄發電廠屆齡發電機組的汰換與更新工程。
其中大林發電廠更新工程項目包括，汰除原1號至5號汽力發電機組並拆除，6號機組保留繼續發電，再利用鄰近紅毛港遷村後所取得之土地，連同目前廠區用地共達70公頃來增建兩部高效率的超超臨界燃煤火力發電機組。
在更新發電機組後，預計新發電機組所發的每度電可減少137公克的二氧化碳產出，並且總二氧化碳產出量將從現有的0.926公斤降到0.789公斤。

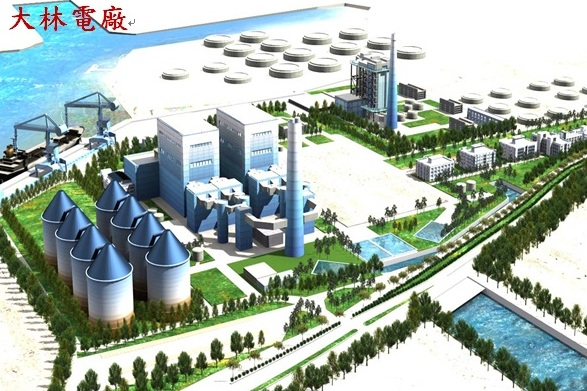
大林更新計畫完工模擬圖

## 施工概況

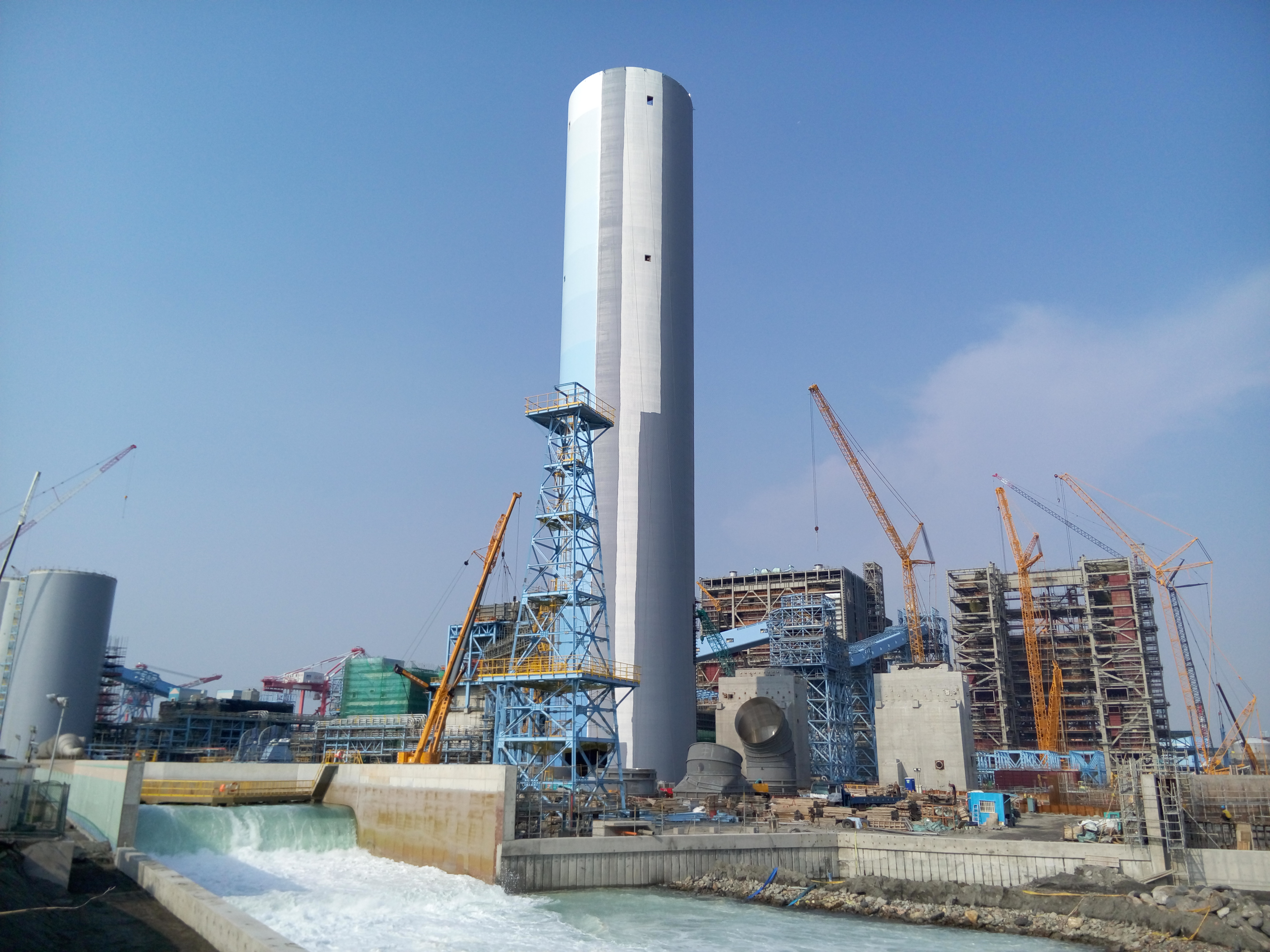
大林發電廠新機組使用的新建煙囪

大林發電廠更新由台電公司南部施工處辦理，整體新機組機電的統包工程由中鼎工程股份有限公司所得標。2012年8月31日，台電公司將已運轉43年的1號機與2號機正式解聯除役，這兩部機組也曾是臺灣最大的燃煤火力發電機組。2012年11月28日，大林更新工程新1號發電機組基樁工程正式動工。新2號機基樁工程則在2013年10月17日動工。
大林發電廠更新計畫主發電設備採用工程總承包（EPC）的方式辦理。新機組煙囪部分高126公尺，採用滑模工法而興建而成該工法有別於一般的建模灌漿，其特點在於能使煙囪的結構上不會殘留施工縫，並且施工也較為安全。但該工法卻也需要更精密的施工、混凝土成分比例的管控以及不間斷的工時。2014年9月15日晚間10時，煙囪工程全數完成。
新1號機截止至2016年1月時，已開始進行保溫風煙道安裝及空氣預熱器安裝、後爐頂部包封板的組裝、電焊與儀錶支架安裝、I/O迴路測試、汽機區儀錶支架安裝與儀錶校正、DCDAS系統 I/O迴路測試以及汽機房鍋爐飼水管路的復裝及銲接。新2號機部分，鍋爐區粉煤機附屬設備已開始安裝作業，一次風機（PAF）間隙調整組裝工作、汽機區汽機房鍋的爐飼水管路與排放管路安裝、銲接及熱處理。
由於施工狀況遲緩，台電公司在2015年預估新1號機的實際完工日期將可能延遲至2016年9月。新1、2號機開工當時原預訂分別於2016年與2017年的7月商轉，因種種因素最後新1機延至2018年2月正式商轉，2號機則預計延至2019年6月商轉。監察院因此提糾正報告要求經濟部及台電相關人員需注意改善
。

## 機組資訊

### 舊機組
| 名稱  | 發電機組類型   | 機組數量 | 發電燃料 | 裝置容量（MW） | 興建時間       | 除役時間      | 狀態   |
| ----- | -------------- | -------- | -------- | -------------- | -------------- | ------------- | ------ |
| 1號機 | 燃煤發電機組   | 1        | 煤炭     | 300MW          | 1969年11月10日 | 2012年8月31日 | 已除役 |
| 2號機 | 燃煤發電機組   | 1        | 煤炭     | 300MW          | 1970年9月13日  | 2012年8月31日 | 已除役 |
| 3號機 | 重油發電機組   | 1        | 重油     | 375MW          | 1972年12月12日 | 2017年11月3日 | 已除役 |
| 4號機 | 重油發電機組   | 1        | 重油     | 375MW          | 1973年10月25日 | 2017年11月3日 | 已除役 |
| 5號機 | 天然氣發電機組 | 1        | 天然氣   | 500MW          | 1975年10月16日 |               | 商轉中 |
| 6號機 | 天然氣發電機組 | 1        | 天然氣   | 550MW          | 1994年9月10日  |               | 商轉中 |

### 新機組
| 名稱  | 發電機組類型             | 機組數量 | 發電燃料 | 裝置容量（MW） | 興建時間       | 預計完工時間  | 狀態   |
| ----- | ------------------------ | -------- | -------- | -------------- | -------------- | ------------- | ------ |
| 1號機 | 超超臨界燃煤火力發電機組 | 1        | 煤炭     | 800MW          | 2012年11月28日 | 2018年2月16日 | 商轉中 |
| 2號機 | 超超臨界燃煤火力發電機組 | 1        | 煤炭     | 800MW          | 2013年10月17日 | 2018年7月15日 | 商轉中 |

- 廠效率：45.59% （總低熱值）
- 廠熱耗率：約7,896千焦耳/kWh（總低熱值）
- 鍋爐型式：超超臨界壓力貫流式
- 汽輪機：3,600 rpm單軸串聯式
- 發電機：1,050 MVA，25 千瓦，60 Hz，PF 0.85 （落後），0.95 (領先)
- 主變壓器：999 MVA三相（333MVA 單相×3），345-24.375 千瓦

## 工安意外
2015年10月23日上午，大林發電廠更新工程的工區中，一輛拖板車正在運載一座重達72頓的大型篩煤機進入廠區準備進行安裝作業。然而在工區道路中途有一輛休旅車直接違停於道路正中央，導致拖板車無法通過，經拖板車司機於車內察看發現違停的休旅車內並無任何人，因此拖板車司機下車尋找車主，卻在此時，位於拖板車上的篩煤機突然發生傾斜，直接落在休旅車上，車輛瞬間被壓扁變形，所幸該起事件最終並無造成任何人員傷亡。
2017年3月18日，一名承包改建工程的中鼎工程顧問公司倪姓保溫工程師，於當天上午9時，被工程人員發現陳屍在新二號機鍋爐內的封煙道25米處。而前晚下班後倪姓工程師未回家，家屬著急打電話始終連絡不到人因此報案，警方獲報後，透過倪姓工程師的手機衛星定位，發現倪姓工程師的手機仍在大林發電廠廠區內。直到隔天早上才被人發現已沒有生命跡象疑似從高處摔下死亡，警方表示將進一步調查事故原因。

## 歷史爭議
|                           | 環評委員郭鴻裕質疑台電用洗掃街抵粒狀汙染物的做法根本不通。燃煤電廠排放的粒狀汙染物是PM2.5，是致癌物，而洗掃街能處理的是PM10。 郭鴻裕表示，「大林電廠是國土規畫的問題」，如果有人提議要在台北關渡平原蓋燃媒電廠，那是天大的事。高雄汙染密集，本來應該要往外移的（指燃煤電廠），現2部機組已經是妥協了。 |
| ——環評委員 郭鴻裕 2009/07 | |

|                                                      | 高雄是弱勢的空氣汙染三級防治區，在這種地方又要蓋燃煤電廠，「真是欺人太甚」，通過這種案子只會更加重「南北失衡」。 |
| ——高雄柴山會（時任地球公民協會研究員）王敏玲 2009/07 | |

大林電廠更新改建計畫乙案從2007年元月第一次環評專案小組審查，到2008年4月第四次審查時，決議無法接受台電擴增4部機組，僅同意給予2部。事後台電不滿提起申覆，2008年6月環評大會翻案，決議針對「粒狀污染物」及「二氧化碳排放」兩項目，由正方與反方各自推派專家，於第5次專案小組會議前進行討論。地球公民協會稱此沈世宏署長創設的「專家會議」是為了讓開發方有機會「敗部復活」的程序。 環保團體批評「馬政府的節能減碳是一場騙局」。
大林火力發電廠位於高雄市小港區，係1960年代為因應台灣長期經濟發展，用電量快速增加而興建之發電廠。
大林電廠內有6部發電機組，分別從民國58年到83年開始運轉。1到5號機（2部燃煤、2部燃油、1部油氣） 陸續將運轉滿40年。台電提案淘汰這5部機組並改建為4部單機容量80萬千瓦的燃煤機組。
一旦4部單機容量80萬千瓦的燃煤機組新建後，大林電廠的總發電量將從185萬千瓦爆增到320萬千瓦，而燃煤使用量將增加5倍，懸浮微粒汙染物每年將增加340噸，二氧化碳年排放量將增加1000萬噸，造成高雄市每人每年排放量從2009年的34噸，再增加7噸，穩站世界第一。
2009年，台電位在其它縣市的部分發電廠更新是採天然瓦斯發電，惟在高雄的大林電廠規劃生煤發電。4部單機容量80萬千瓦的燃煤機組新建後，燃煤機組產生的二氧化碳排放量一年會增加一千零八十萬噸，粒狀污染物則增加三百四十一噸，將嚴重增加高市空氣污染並且危害高雄市民的健康。
時任高雄市長的陳菊不滿台電在高雄市採廉價生煤設備發電，認為這是對高雄市的差別待遇，難以接受。她說，為了市民健康，市府立場就是「污染不增加，維持碳平衡機制」。高雄市環保局指出，全市汽機車每年排放二氣化碳約220萬至240萬噸，全市民生用電1年排碳量約890萬噸；一旦台電大林廠通過擴建4座機組，年排碳量將再增加1000萬噸。2009年南部所有電廠每年之總發電量為1358萬千瓦，南台灣用電量為975萬千瓦，使用上已綽綽有餘；惟北部發電量供不應求。環保局指出，若擴建案只是為了掩蓋「南電北送」，高雄人沒法接受。

### 南電北送
2009年6月5日，行政院環保署召開審查台電大林電廠更新4座燃煤機組的環評專案會議，計畫將當時的1至5號舊燃煤發電機組更新為新一代的4座燃煤機組，目的是為了增加南電北送的發電量。
當時以沈世宏為首的環保署曾提出「碳交易」概念，認為高雄市增加的排碳量，可到中國大陸黑龍江種樹抵減，「大林電廠增加二氧化碳的排放，將自台電其他電廠減量來交換，或購買國內外碳權」。陳菊指出這是荒謬的作法，她不同意，高雄人也不會同意。
新新聞周刊稱：「在政黨輪替後，馬英九上台二十天就推翻專案小組結論」、「做出讓高市空氣更骯髒的結論」、「在沒有地球暖化問題時，北部的電廠就規劃使用天然氣，卻要南部人忍受煤炭污染；國民黨的北部菁英將南部當作是廁所廚房，才會準備增加大林的汙染。」及「支持台電的兩位專案小組委員，完全不理會高雄市府『祇希望不增加污染量』的卑微要求」。
環保署隨後發布新聞稿澄清：「台電請大會維持四座，是承諾依據空氣污染防制法第九條，洗掃街道得供抵換污染物的規定，比照九十六年十月前政府時環評大會通過台中龍風電廠的作法，以洗掃街去除粒狀物三百四十五公噸/年，抵換超出的三百四十一公噸/年。上述過程，是各方嚴肅認真地尋求兼顧環保與國家電力需求的雙贏方案。 」、「地方政府就其轄境內電廠改建，不適合以增加的CO2排放，做為抗爭與責難中央的議題。 」
2009年南部所有電廠每年發電量為1358萬千瓦，但南台灣用電量為975萬千瓦反倒是北部發電量供不應求。高雄市長陳菊表示若大林電廠擴建案只是為了掩蓋「南電北送」，高雄人沒法接受。
|                                       | 大林電廠擴建案，已不單單只是應該核給2座或4座機組這麼簡單的辯證而已，而是這個案子糾纏了許多最根本的問題，包括產業思維、南北長期失衡、能源政策、以及政府一直無法面對高雄地區長期汙染的公平正義等等。 |
| ——台灣環境資訊協會-環境資訊中心. 2009 | |

時任的環保署長沈世宏主張擴建後只要能透過各種方式，包括境外經營碳權抵換大林電廠爆增的二氧化碳、減半排放硫氧化物、氮氧化物、再利用洗掃街方式，抵換粒狀汙染物的話，他支持應核給4部機組而非僅有兩座機組。
當環評委員林素貞說，高雄世運期間，台電等汙染源降載，使她竟然在後勁看到湛藍的天空，令她印象深刻，「在高雄有藍空根本是不可能實現的夢想，但我看到了。高雄人的心願是發展綠色城市，應給高雄一個機會。」沈世宏則反問，「環評委員的角色是什麼？環保的底限是什麼？到底要否決到什麼程度？」
時任的高雄市副市長李永得一再重申，高雄市只能接受大林電廠2部機組的立場，並強調，「只要核給4部，我會盡一切可能讓台電一部都裝不成。」李永得說，「誰都要對歷史交代」。沈世宏回應，「不要動不動給人家大帽子」。
李永得說，高雄市政府不會改變的立場是，汙染一定要減半，2部已是勉強可以接受的。
為了說服李永得接受4部機組，沈世宏說，即使環評通過4座機組，決定之後高雄市還是保有一切權利。
因為高雄市政府及民間的堅持，最後環評大會中，以一票之差，決議維持新建兩座燃煤機組的原議。台電總工程師杜悅元對此結果表示遺憾。她說，「大林電廠有必要4部機組」，這有助於達成備用容量率以及基載電力目標。她也認為如果4座機組一起採買，會買到同一廠牌，如果先買2座，未來再買2座會造成營運管理的不便。

## 資料來源
1. 1 2 3 4 5 6  . 台灣電力公司. 2016-01-08  [2016-03-15]. （原始内容存档于2017-12-10） （中文（臺灣））.
2. 1 2 3 4 5 6  . 台灣電力公司. 2016-01-08  [2016-03-15]. （原始内容存档于2017-12-29） （中文（臺灣））.
3. 1 2  . 中央社. 2012-08-31  [2016-03-15]. （原始内容存档于2019-06-16） （中文（臺灣））.
4. ↑  李輝燦. . 評論新聞網.   [2016-03-15]. （原始内容存档于2019-06-03） （中文（臺灣））.
5. ↑   (PDF). 中華民國行政院全球資訊網.   [2016-03-15]. （原始内容存档 (PDF)于2022-03-21） （中文（臺灣））.
6. 1 2  TaipowerTV. . YouTube. 2014-09-25  [2016-03-15]. （原始内容存档于2023-01-29） （中文（臺灣））.
7. ↑  黃佩君. . 自由時報. 2015-05-14  [2016-03-15]. （原始内容存档于2019-06-09） （中文（臺灣））.
8. ↑  . 2018-09-05  [2019-03-07]. （原始内容存档于2018-09-06） （中文）.
9. 1 2  . 東森新聞雲. 2015-10-23  [2016-03-15]. （原始内容存档于2019-06-29） （中文（臺灣））.
10. ↑  林振義、林錫淵. . 蘋果日報. 2017-03-18  [2017-03-18]. （原始内容存档于2017-03-20） （中文（臺灣））.
11. 1 2 3 4  . 台灣環境資訊協會-環境資訊中心. 2009-07-30  [2017-11-12]. （原始内容存档于2017-12-04） （中文）.
12. 1 2 3 4 5 6 7 8  . 台灣環境資訊協會-環境資訊中心. 2009-07-30  [2017-11-12]. （原始内容存档于2017-12-04） （中文）.
13. ↑  . 苦勞網. 2009-06-06  [2018-01-27]. （原始内容存档于2018-01-27） （中文）.
14. ↑  . 台灣環境資訊協會-環境資訊中心. 2009-06-08  [2018-01-30]. （原始内容存档于2009-08-01） （中文）.
15. ↑  . 歡迎光臨台灣電力公司全球資訊網站~誠信、關懷、服務、成長. 2012-10-24  [2017-11-11]. （原始内容存档于2017-10-01） （中文）.
16. ↑  . 天下雜誌. 2011-04-13  [2017-11-08]. （原始内容存档于2017-12-01） （中文）.
17. ↑  . 蘋果日報. 2009-06-06  [2017-11-08] （中文）.
18. ↑  . 大紀元. 2009-06-05  [2017-11-08]. （原始内容存档于2017-12-04） （中文）.
19. 1 2 3  . 自由時報電子報. 2009-06-06  [2017-11-08]. （原始内容存档于2017-12-04） （中文）.
20. ↑  . 大紀元 www.epochtimes.com. 2009-06-05  [2018-01-27]. （原始内容存档于2018-01-27） （中文）.
21. ↑  . 環保新聞專區行動版. 2009-07-07  [2017-11-11] （中文）.[永久]
22. ↑  . [環保新聞專區]. 2009-07-07  [2017-11-12]. （原始内容存档于2017-12-04） （中文）. 台電提出彰濱工業區火力電廠案時，環保署成立「台電電廠整體CO2排放減量計畫」的「專家會議」。大林案CO2排放增量併入台電整體排放的專家會議考量。大林案改建四座機組後，每年增加一千萬公噸CO2排放，確是事實。台電大林案環說書定稿本，必須陳述所有電廠整體減量的具體做法，承諾自台電其他電廠減量來交換，或購買國內外碳權，抵銷大林電廠增加的排放，至符合我國依馬總統減碳宣示所訂及聯合國強制減量的目標及期程。
23. 1 2 3  . [環保新聞專區]. 2009-07-07  [2017-11-12]. （原始内容存档于2017-12-04） （中文）.

## 外部連結
- 大林電廠更新專題（页面存档备份，存于） （繁體中文）